# Festung Pass Strub

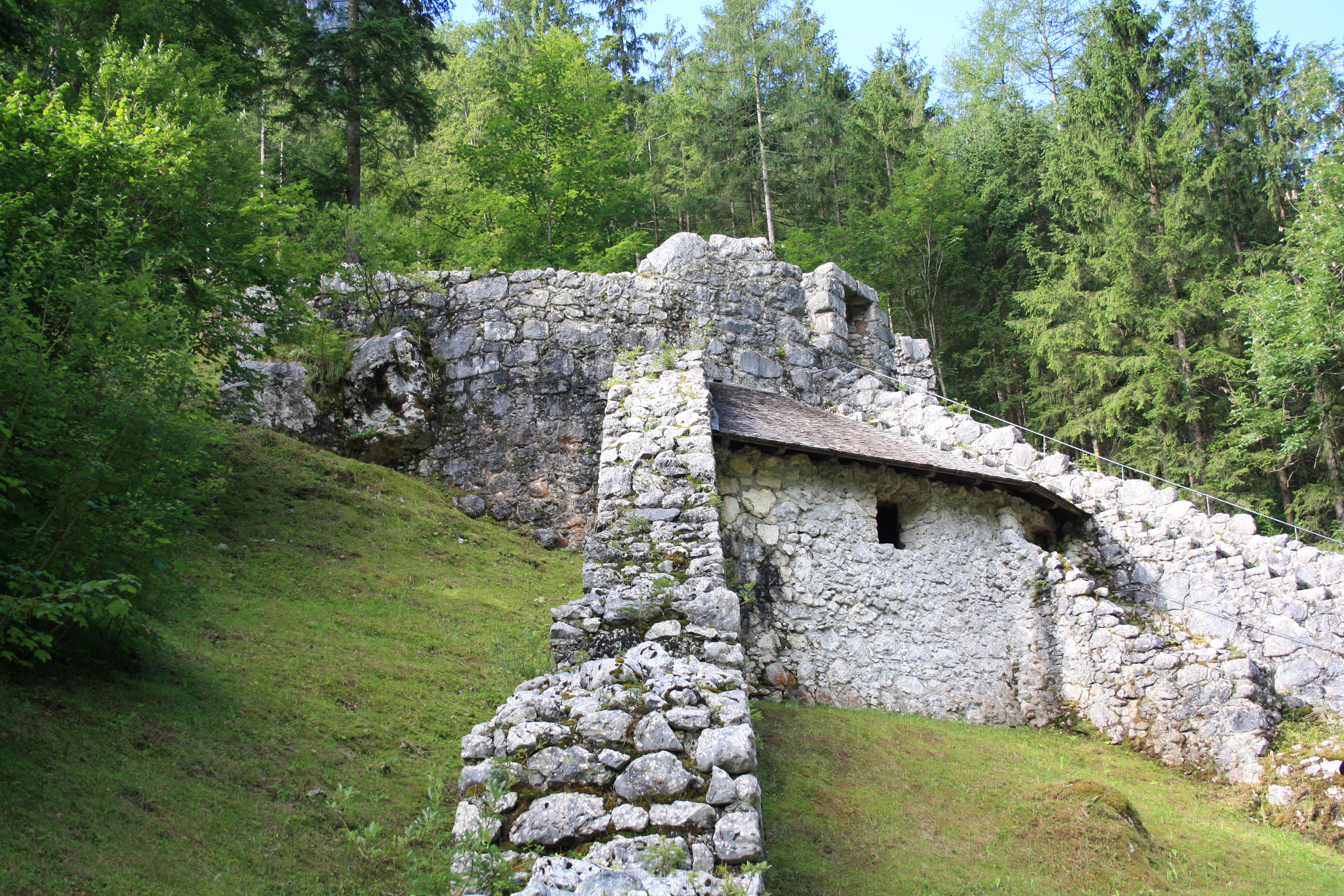
Ruine der Festung Pass Strub

Die Festung Pass Strub war eine Salzburger Festung am Pass Strub und diente der Sicherung der Straße zwischen Lofer und Waidring. Sie stand an der Grenze zum Tirol und ist heute eine Ruine.

## Geschichte
Erste Grenzsicherungsanlagen wurden an dieser wichtigen Straße am Pass Strub bereits 1282 errichtet. Während des Dreißigjährigen Kriegs ließ der Salzburger Erzbischof Paris Lodron die Anlage ausbauen, um sein Territorium vor den Schweden zu schützen. Im Jahre 1805 gelang es dem Landsturm und den kaiserlichen Truppen, die Festung gegen die Franzosen zu halten. Nur vier Jahre später, während des Aufstands der Tiroler unter Andreas Hofer, zogen die Bayern von Salzburg her kommend gegen Tirol. Im fünften Angriff gelang es ihnen, die Festung Pass Strub zu stürmen. Auf Befehl der Franzosen wurde die Festung geschleift. Seither ist nur noch eine Ruine vorhanden.

## Varia
Als Oberstleutnant und Bataillons-Kommandant im damaligen Bayerischen Leib-Regiment erstürmte der spätere General Freiherr Alois von Ströhl während des Dritten Koalitionskrieges, am 2. und 3. November 1805, an der Spitze seines Verbandes, die westlichen Schanzen der Festung Pass Strub, die er trotz Durchschuss am linken Oberschenkel eroberte. Mit Armeebefehl vom 22. November 1805 erhielt er dafür das Kurpfalz-bayerische Militär-Ehrenzeichen, die höchste Tapferkeitsauszeichnung Bayerns.